# Madika
Madika is een bestuurslaag in het regentschap Pidie van de provincie Atjeh, Indonesië. Madika telt 402 inwoners (volkstelling 2010).